# François Xavier Nguyễn Quang Sách
François Xavier Nguyễn Quang Sách (Đà Nẵng, 25 maggio 1925 – Đà Nẵng, 7 luglio 2013) è stato un vescovo cattolico vietnamita.

## Biografia
François Xavier Nguyễn Quang Sách nacque il 25 maggio 1925 a Đà Nẵng, precisamente ad An Ngãi, località facente parte del comune rurale di Hòa Sơn del distretto urbano Hòa Vang.
Nel 1938, a tredici anni intraprese il percorso di studi religiosi entrando nel seminario minore Làng Sông di Quy Nhơn e passondo al seminario maggiore nel 1945, sempre a Quy Nhơn. Fuggì a sud nel 1954 stabilendosi a Saigon e completando gli studi presso il seminario maggiore San Giuseppe. 
Per un anno accademico (1955-1956) fu professore al seminario minore di Nha Trang. 
Fu ordinato presbitero Il 9 agosto 1956 dal vescovo Marcel Piquet.
Dopo l'ordinazione sacerdotale fu viceparroco della cattedrale di Quy Nhơn (1956-1957) e, successivamente, parroco per le parrocchie di Phước Tường a Đà Nẵng (1957-1958), di Thuận Yên, di Lai Nghi e di Xuyên Quang nella provincia di Quang Nam (fino al 1965), poi nuovamente a Đà Nẵng per la parrocchia di Phước Quang (fino al 1974) e infine per la parrocchia di Thanh Đức (fino al 1975).
Il 6 giugno 1975 papa Paolo VI lo nominò vescovo coadiutore di Đà Nẵng, assegnandogli la sede titolare di Elefantaria di Proconsolare. La sua fu una nomina d'emergenza dovuta alla pericolosa situazione politica del Vietnam.
Ricevette l'ordinazione episcopale immediatamente, lo stesso giorno dell'annuncio della nomina, il 6 giugno 1975 nella cattedrale di Đà Nẵng per l'imposizione delle mani del vescovo Pierre Marie Phạm Ngọc Chi.
Succedette al governo della diocesi il 21 gennaio 1988, giorno della morte del suo predecessore. 
Resse la diocesi per 13 anni, ritirandosi per raggiunti limiti d'età il 6 novembre 2000.
Morì il 7 luglio 2013 a Đà Nẵng all'età di 88 anni.

## Genealogia episcopale e successione apostolica
La genealogia episcopale è:
- Cardinale Scipione Rebiba
- Cardinale Giulio Antonio Santori
- Cardinale Girolamo Bernerio, O.P.
- Vescovo Claudio Rangoni
- Arcivescovo Wawrzyniec Gembicki
- Arcivescovo Jan Wężyk
- Vescovo Piotr Gembicki
- Vescovo Jan Gembicki
- Vescovo Bonawentura Madaliński
- Vescovo Jan Małachowski
- Arcivescovo Stanisław Szembek
- Vescovo Felicjan Konstanty Szaniawski
- Vescovo Andrzej Stanisław Załuski
- Arcivescovo Adam Ignacy Komorowski
- Arcivescovo Władysław Aleksander Łubieński
- Vescovo Andrzej Stanisław Młodziejowski
- Arcivescovo Kasper Kazimierz Cieciszowski
- Vescovo Franciszek Borgiasz Mackiewicz
- Vescovo Michał Piwnicki
- Arcivescovo Ignacy Ludwik Pawłowski
- Arcivescovo Kazimierz Roch Dmochowski
- Arcivescovo Wacław Żyliński
- Vescovo Aleksander Kazimierz Bereśniewicz
- Arcivescovo Szymon Marcin Kozłowski
- Vescovo Mečislovas Leonardas Paliulionis
- Arcivescovo Bolesław Hieronim Kłopotowski
- Arcivescovo Jerzy Józef Elizeusz Szembek
- Vescovo Stanisław Kazimierz Zdzitowiecki
- Cardinale Aleksander Kakowski
- Papa Pio XI
- Vescovo Jean-Baptiste Nguyễn Bá Tòng
- Vescovo Thaddée Anselme Lê Hữu Từ, O.Cist.
- Vescovo Pierre Marie Phạm Ngọc Chi
- Vescovo François Xavier Nguyễn Quang Sách

La successione apostolica è:
- Vescovo Paul Tịnh Nguyễn Bình Tĩnh, P.S.S. (2000)